# Tajni projekt
Tajni projekt je neafirmirani pop-rock novozagrebački sastav. Njihova aktivnost seže niz godina unatrag bez značajnijeg medijskog angažmana i isticanja. Ovaj sastav konspirativnog naziva oformljen je početkom mjeseca lipnja 1996. godine iz dva utrinska sastava: New Era-e i bivšeg Sacramenta, odnosno, Eleven-a potpomognut muzičarima iz još dva sastava: Dioda i Remains. Do sada je Tajni projekt tijekom listopada-studenog 1998. snimio prvi i do danas jedini album pod naslovom: Dva koraka iznad oblaka. 
Članovi sastava Tajni projekt bili su ili još jesu:
- Marko Samardžija (Doc) - glavni vokal, ritam gitara (1996.- danas)
- Adrian Vinković Rangel (Sombra) - klavijature (1996. – 2000.)
- Hrvoje Spajić (Riff) - pozadinski vokal, solo i ritam gitara (1996.- danas)
- Ivan Grgić (Grga) - tekstopisac (1996. – 2002.)
- Saša Sokolovski (Soka) - bubnjevi(1996. – 2000.)
- Zvonimir Koščak - bas-gitara (1996. – 2000.)

## Razdoblje prije formiranja Tajnog projekta 1989. – 1995.
Djelovanje sastava New Era koji je prethodio nastanku Tajnog projekta bilo je ograničeno njihovom idejom. Naime, zbog doslijednosti stvaranja pjesama na engleskom jeziku i formiranja zapadnjačkog izražaja ovaj je sastav osuđen na samostalnost zanosa svojih članova, odnosno samoopstojnost ideje.Veći uspjeh je audiovizualno ostvarenje, spot koji je bio prikazan na tadašnjem HTV-u u emisiji Monoplus (voditelja Bernarda Cveka) u rujnu 1995. godine te prvo mjesto 1993. godine na godišnjoj top listi RVG-a (Radio Velika Gorica) ispred tada već afirmiranih sastava poput Hladnog piva i ET-a te sličnih. Uz par manjih koncerata i isto tako skromno snimljenog materijala članovi sastava se nepovratno razilaze.

## Početne godine Tajnog projekta 1996. – 2000.
Ponovno okupljanje u želji za uživanjem u glazbi i druženjem rezultiralo je pozamašnim glazbenim matrijalom i ambicijama. Pojedinicima bivšeg sastava New Era pridružuju se novi članovi, a djelovanje i muziciranje novonastalog sastava praćeno je simpatijama publike koja je imala jedinstvenu prigodu preslušati novi glazbeni materijal. Glazbeni materijal delikatnog i originalnog formata na prvi pogled donosi neozbiljnu sliku skladatelja, no zamišljen da pri prvom dojmu probudi slušatelja umaskiranom niskovrijednosšću, ovo stvaralaštvo donosi svestran i nadasve moderan glazbeni prikaz te naizgled plitak literarni izričaj dotičući se razne životne tematike. Upitnost baš ovog literarnog izričaja može se interpretirati provokacijom slušatelja kojom se nudi jedan nesvakidašnji i nelako prihvatljivi oblik prožet dubljom crtom prikrivene ironije. Glede glazbenog osvrta, stil koji prožima glazbeni materijal može se opisati kao pop-rock s različitim glazbenim primjesama, ali se može ocrtati kao balada, dok su aranžmani osmišljeni trendovski tretiranim formama. Poznato je da je svestranost odlika glazbenog izričaja čemu je sastav kontinuirano stremio.

## Razdoblje Tajnog projekta 2001. – 2012.
Zbog različitih životnih okolnosti članova sastava kao i razmimoilaženja glazbene vizije razvoja sastava među članovima, došlo je do potpune stagnacije u stvaralaštvu te prestanka djelovanja sastava.

## Razdoblje 2013.-danas
Glazbeni entuzijazam dvojice članova sastava Doca i Riffa pokušao je potaknuti i ostale članove usnulnog sastava. Na žalost zbog potpuno različitih pogleda na nastavak djelovanja sastava kao i njegovih ciljeva, zasad nije došlo do nastavka suradnje spomenutog dvojca s ostatkom sastava. No, to spomenuti dvojac nije obeshrabrilo u nastojanju nastavka glazbenog stvaralaštva Tajnog projekta. Usprkos novim pjesmama nastalim u zadnjem razdoblju, zasad nije u planu snimanje novog albuma kao niti održavanje koncerata jer je spomenuti dvojac u potrazi za novim članovima.